# Варгас, Йеда Мария
Йеда Мария Бритто Варгас (исп. Iêda Maria Britto Vargas; род. 31 декабря 1944, Порту-Алегри) — бразильская супермодель и фотомодель. 

## Биография
Выиграла титул Мисс Бразилия и стала 12-й Мисс Вселенная в Майами-Бич (Флорида), Флорида, в 1963 году. Она стала символом страны после победы на конкурсе. Варгас родилась в штате Риу-Гранди-ду-Сул. После победы она какое-то время жила в штате Мэриленд и в Вашингтоне.
После пяти лет, прожитых в Майами, Варгас вернулась на родину. Её победа была пышно отмечена в Бразилии, и сейчас она имеет известность в родной стране.
В 1968 году Марта Васконселлос из штата Баия стала второй Мисс Бразилия, выигравшей титул Мисс Вселенная. На 2010 год Варгас и Васконселлос являются единственными бразильянками, выигравшими титул Мисс Вселенная.